# 意藍資訊
意藍資訊（英語：eLAND Information Co., Ltd.；簡稱：意藍資訊，eLAND）為臺灣的資訊軟體公司，提供搜尋檢索、自然語言處理、網路社群分析與第三方資料串接之服務。

## 歷史
2007年由國立台灣大學資訊管理學系博士生楊立偉創立，2011年後轉型為社群資料分析的軟體即服務(SAAS)模式，建立網路聲量資料庫，得到智融集團及漢鼎亞太集團(H&Q AP)挹注，完成首輪增資。2018年後發展第三方數據，與電信業、The Trade Desk等單位串接。2022年併購龍捲風科技，登興櫃戰略版智能數據公司，股票代號為6925。

## 網站
- Social Lab社群實驗室 （页面存档备份，存于）
- eLAND官網 （页面存档备份，存于）
- OpView官網 （页面存档备份，存于）